# Jämejala
Koordinaten: 58° 23′ N, 25° 35′ O
Jämejala (deutsch Althof, Rickhof) ist ein Dorf (estnisch küla) in der estnischen Landgemeinde Pärsti (Perst) im mittelestnischen Kreis Viljandi. Jämejala ist der Hauptort der Landgemeinde. Er hat heute 457 Einwohner (Stand 31. Dezember 2011).

## Lage
Jämejala liegt nördlich von Viljandi (Fellin) an einem nördlichen Ausläufer des Urstromtals von Viljandi, dem sogenannten Karula ürgorg. Das Dorf liegt in der Senke des kleinen Bachs Valuoja.

## Psychiatrisches Krankenhaus
In Jämejala befindet sich eines der bedeutendsten psychiatrischen Krankenhäuser Estlands. Es wurde 1897 unter dem Namen Anstalt Marienhof als private Einrichtung gegründet. Mit der estnischen Landreform 1919 ging die Nervenheilanstalt in staatliches Eigentum über.
Das Klinikum wurde in den 1960er Jahren mit einem besonderen Teil für psychisch kranke Straftäter erweitert. 1984 wurde ein neuer Gebäudekomplex fertiggestellt. Das Krankenhaus bietet heute Platz für 221 Betten. Davon sind 71 Plätze für gerichtliche Einweisungen vorgesehen. Daneben gibt es Spezialabteilungen zur Bekämpfung von Suchtkrankheiten sowie Tuberkulose.

## Konstantin Päts
Im psychiatrischen Krankenhaus von Jämejala verbrachte der erste Präsident der Republik Estland, Konstantin Päts (1874–1956), Ende 1954 zwei Wochen. Wenige Tage nach der sowjetischen Besetzung Estlands im Juni 1940 hatten die neuen stalinistischen Machthaber Päts absetzen lassen. Er wurde am 30. Juli 1940 zusammen mit seiner Familie ins Innere der Sowjetunion deportiert. Päts blieb anschließend ohne medizinischen Befund in sowjetischen Irrenanstalten festgehalten. Nach Stalins Tod wurde Päts Ende 1954 unerwartet kurzzeitig nach Estland zurückgebracht. Die Gründe hierfür sind bis heute von den Historikern ungeklärt.
Päts durfte nur vom 18. bis 29. Dezember 1954 in Jämejala bleiben. Seine Verbringung ins Heimatland erregte Aufsehen. Die Nachricht von seinem Aufenthalt in Jämejala blieb nicht geheim, und beim Krankenhaus begannen sich Menschen zu versammeln, die sich mit Essens- und Kleiderpaketen dem ehemaligen Präsidenten in Erinnerung bringen wollten. Die Habseligkeiten drangen ungeachtet der Versuche nicht zu dem alten Mann durch. Von Jämejala wurde Päts mit dem Auto zum Bahnhof von Tartu und von dort weiter mit dem Zug in das psychiatrische Krankenhaus von Buraschewo nahe Kalinin gebracht, wo er am 18. Januar 1956 starb.

## Park
Bekannt ist der sich an das Klinikum anschließende Park. In ihm steht eine der ältesten Eschen des Landes mit einer Höhe von 18 m und einem Umfang von 5,62 m. Am rechten Ufer des Bachs Valuoja befindet sich an einem kleinen Abhang ein Kultstein, der vermutlich aus dem 1. Jahrtausend vor Christus stammt. Er ist 1,35 m hoch, hat einen Umfang von 13,4 m und weist über fünfzig kleine Vertiefungen auf.